# Хозроје III
Хозроје III (који се изговара и као Хосрау, Хусро или Ксосров; средњоперсијски: 𐭧𐭥𐭮𐭫𐭥𐭣𐭩; новоперсијски: خسرو) био је сасанидски супарник у борби за престо који је кратко време владао делом Хорасана током 630. године.

## Име
"Хозроје" је новоперсијска варијанта његовог имена коју користе научници; првобитно име му је било средњоперсијско, Хусрав, а само је потекло од Авестанског Хаосрауа ("онај који има добру славу").  Име је на грчком преведено као Хосроје, а на арапски као Кисра.

## Биографија
Позадина  Хозроја III је нејасна; у неким изворима он је описан као син Кавада II (в. 628–628), док други тврде да је био син Хозроја II (в. 590–628). Ово последње делује вероватније према енглеском историчару К. Е. Босворту. Хозроје III је првобитно живео у "земљи Турака", али након што је чуо за превирања у Ирану, отишао је у земљу и успео да влада Хорасаном три месеца, пре него што га је убио његов гувернер. На својој кованици приказан је Хозроје III који има исту круну као Хозроје II, при чему су ова два крила била асоцијација на Веретрагна, бога победе. На предњој страни портрета приказан је без браде, што га чини заједно са Ардаширом III (в. 628–630) јединим сасанидским монархом без браде.